# 世界スカウトジャンボリー

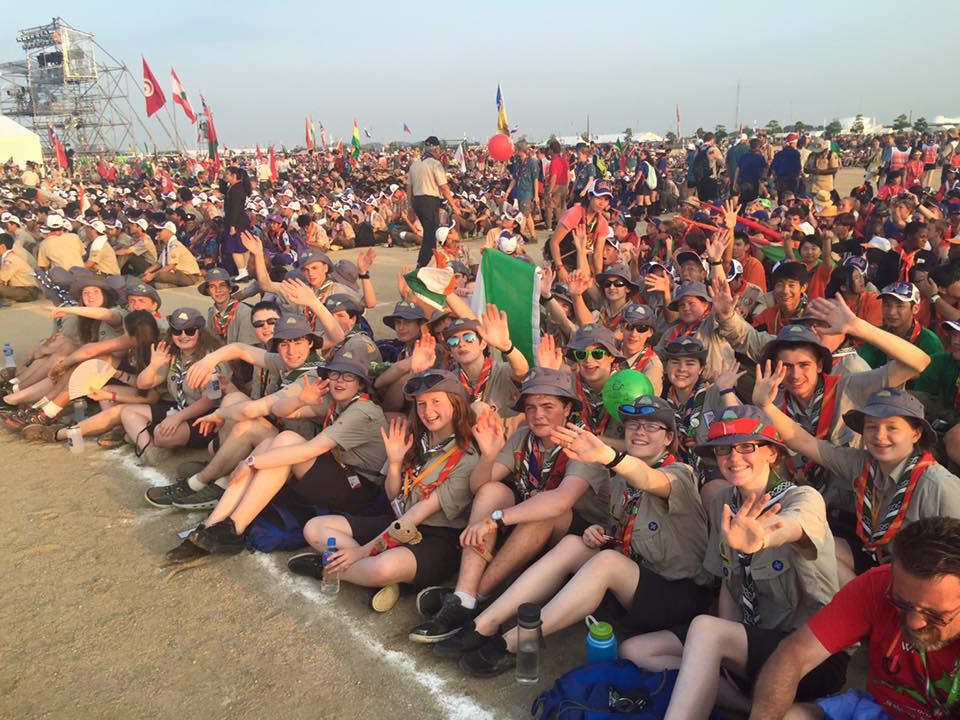
(第23回世界スカウトジャンボリー 、 日本、山口県山口市、きらら浜）

世界スカウトジャンボリー（せかいスカウトジャンボリー、英: World Scout Jamboree）は、世界スカウト機構が主催するボーイスカウトのキャンプ大会（ジャンボリー）であり、全世界のボーイスカウトの最大行事である。4年に1度開催され、現在までに2５回実施されている。

## ジャンボリーの名称
第2回までは「国際ジャンボリー」（International Jamboree）と称され、「世界ジャンボリー」（World Jamboree）という名称は第3回から使用された。第20回からは「世界スカウトジャンボリー」（World Scout Jamboree）が正式名称となっている。
日本における略称は「WJ」で、大会回数を冠して「13WJ」（第13回世界ジャンボリー）等と表していた。しかし近年では、名称が「世界スカウトジャンボリー」となったことにより「WSJ」の略称が用いられている（例・「21WSJ」＝第21回世界スカウトジャンボリー）。

## 各大会の一覧
| 年         | 大会名                         | 開催地                                                         | テーマなど                                                                                         | 参加者数 |
| ---------- | ------------------------------ | -------------------------------------------------------------- | -------------------------------------------------------------------------------------------------- | -------- |
| 1920       | 第1回国際ジャンボリー          | イギリス、ロンドン、オリンピア                                 | Develop World Peace                                                                                | 8,000    |
| 1924       | 第2回国際ジャンボリー          | デンマーク、コペンハーゲン県、エルメルデン                     | World Citizenship                                                                                  | 4,549    |
| 1929       | 第3回世界ジャンボリー          | イギリス、バーケンヘッド、アローパーク                         | Coming of Age                                                                                      | 30,000   |
| 1933       | 第4回世界ジャンボリー          | ハンガリー、ゲデッレー                                         | Face New Adventures                                                                                | 25,792   |
| 1937       | 第5回世界ジャンボリー          | オランダ、フォーゲレンザンク                                   | Lead Happy Lives                                                                                   | 28,750   |
| 1947       | 第6回世界ジャンボリー          | フランス、モアソン                                             | Jamboree of Peace                                                                                  | 24,152   |
| 1951       | 第7回世界ジャンボリー          | オーストリア、バドイツシェル                                   | Jamboree of Simplicity                                                                             | 12,884   |
| 1955       | 第8回世界ジャンボリー          | カナダ、オンタリオ州、ナイアガラ・オン・ザ・レイク             | New Horizons                                                                                       | 11,139   |
| 1957       | 第9回世界ジャンボリー          | イギリス、バーミンガム、サトンパーク                           | スカウト運動50周年記念 50th Anniversary of Scouting                                                | 30,000   |
| 1959       | 第10回世界ジャンボリー         | フィリピン、マッキンリン山                                     | Building Tomorrow Today                                                                            | 12,203   |
| 1963       | 第11回世界ジャンボリー         | ギリシャ、マラトン                                             | Higher and Wider                                                                                   | 14,000   |
| 1967       | 第12回世界ジャンボリー         | アメリカ合衆国、アイダホ州、ファラガット州立公園               | 友情のために For Friendship                                                                        | 12,011   |
| 1971       | 第13回世界ジャンボリー         | 日本、静岡県富士宮市、朝霧高原                                 | 相互理解 For Understanding                                                                         | 23,758   |
| 1975       | 第14回世界ジャンボリー         | ノルウェー、リリハマー、リューサ湖                             | 5本の指、1つの手 Five Fingers, One Hand                                                            | 17,259   |
| 1979       | (第15回世界ジャンボリー)       | イラン、ニーシャプール                                         | | 中止     |
| 1983       | 第15回世界ジャンボリー         | カナダ、アルバータ州、カナナスキス                             | スカウト精神よ、永遠に The Spirit Lives On                                                         | 14,752   |
| 1987- 1988 | 第16回世界ジャンボリー         | オーストラリア、カタラクト・スカウト・パーク                   | 世界を一つに Bringing the World Together                                                           | 14,434   |
| 1991       | 第17回世界ジャンボリー         | 大韓民国、江原道高城郡、雪岳山（ソラクサン）                   | 多くの地域、一つの世界 Many Lands, One World                                                       | 20,000   |
| 1995       | 第18回世界ジャンボリー         | オランダ、ドロンテン                                           | 未来は今 Future is Now                                                                             | 28,960   |
| 1998- 1999 | 第19回世界ジャンボリー         | チリ、ピカルキン国立公園                                       | 共に平和を築こう Building Peace Together                                                           | 31,000   |
| 2002- 2003 | 第20回世界スカウトジャンボリー | タイ王国、チョンブリー県、サッタヒープ                         | 私たちの世界を共有し、それぞれの文化を分かち合おう Share our World, Share our Cultures             | 24,000   |
| 2007       | 第21回世界スカウトジャンボリー | イギリス、エセックス、ハイランズパーク                         | ひとつの世界 ひとつのちかい One World, One Promise スカウト運動100周年記念 Scouting 2007 Centenary | 38,074   |
| 2011       | 第22回世界スカウトジャンボリー | スウェーデン                                                   | Simply Scouting                                                                                    | 40,061   |
| 2015       | 第23回世界スカウトジャンボリー | 日本、山口県山口市、きらら浜                                   | 和 - A Spirit of Unity                                                                             | 33,838   |
| 2019       | 第24回世界スカウトジャンボリー | アメリカ合衆国、ウェストバージニア州、サミット・ベクテル保護区 | 新世界の扉を開こう Unlock a New world                                                              | 41,559   |
| 2023       | 第25回世界スカウトジャンボリー | 大韓民国、全羅北道扶安郡、セマングム                           | Draw Your Dream                                                                                    | 43,000   |
| 2027       | 第26回世界スカウトジャンボリー | ポーランド、グダンスク                                         | Bravely                                                                                            |          |